# Johann Karl Immanuel Buddeus
Johann Karl Immanuel Buddeus (* 17. September 1780 in Bufleben; † 28. Februar 1844 in Leipzig) war ein deutscher Staatswissenschaftler.

## Leben
Buddeus war der Sohn des Pfarrers von Bufleben Ernst Christian Rudolf Buddeus und Enkel des Staatsmanns Karl Franz Buddeus. Seine erste Ausbildung erhielt er bei seinem Vater. Anschließend ging er zum Studium der Rechtswissenschaft an die Universität Jena. Da war er insbesondere ein Schüler von Friedrich Ernst Carl Mereau. Nach dem Studium kam er zu weiteren Ausbildung in das Haus von Hans Wilhelm von Thümmel nach Gotha. In Pösneck trat er in den Staatsdienst, in Altenburg war er darauffolgend in der Steuerverwaltung tätig.
Buddeus erhielt 1803 die Ernennung zum Patrimonialrichter in Altenburg und ließ sich dort zugleich als Advokat nieder. In dieser Zeit wurde Dorothea von Kurland seine Gönnerin. Sie übertrug ihm die Verwaltung der Güter Löbichau und Schmölln, die er noch bis zu seinem Tod auch unter ihren Erben besorgte. In dieser Zeit pflegte er Kontakte in die Welt der Literaten seiner Zeit. Im Jahr 1822 folgte er einem Ruf als Hof- und Justizrat nach Gera. Er wurde dort kurz darauf Regierungs- und Konsistorialrat und hatte zudem das Amt des Steuer- und Polizeidirektor inne. Er wurde außerdem Administrator des Zucht-, Waisen- und Irrenhauses, Direktor der Land-Feuer-Socität, Stadthauptmann von Gera und Vertreter des reußschen Kanzlers. In Teilen reformierte er die Verwaltung. Bei den Unruhen im Jahr 1830, die sich auch gegen ihn richteten, gab er seine Ämter auf. 1833 bekam er jedoch für seine Verdienste von den Reuß jüngerer Linie eine lebenslange Pension zugesichert.
Buddeus widmete sich in der Folgezeit der schriftstellerischen Arbeit. Außerdem verlegte er seinen Wohnsitz nach Leipzig. Dort wurde Mitglied der Stadtverordnetenversammlung. Von 1837 bis 1840 war er deren Vorsitzender. 2. Januar 1839 bekam er als Anerkennung seiner Verdienste als Stadtverordneter einen silbernen Ehrenbecher überreicht.

## Werke (Auswahl)
- Die Ministerverantwortlichkeit in constitutionellen Monarchien, Köhler, Leipzig 1833.
- Alphabetisches Repertorium zur Verfassungsurkunde des Königreichs Sachsen, Fleischer, Leipzig 1834.
- Zu der allgemeinen Städteordnung für das Königreich Sachsen, Leipzig 1844.
- Deutsches Staatsarchiv, 5 Bände, Frommann, Jena 1840–1844.
- Deutsches Anwaltsbuch, 2 Bände, Reichenbach, Leipzig 1845–1847.